# Conservatorio Botánico Nacional de Bailleul
El Conservatorio Botánico Nacional de Bailleul (en francés: Conservatoire botanique national de Bailleul) (CBNB), es uno de los 11 conservatorios botánicos nacionales de Francia.
Es un centro de recursos en el ámbito de la botánica, creado en 1975 en la aldea de Haendries en Bailleul, en la región de Nord-Pas-de-Calais, por iniciativa del Profesor Jean-Marie Géhu y de su equipo, con el apoyo de colectivos locales y regionales, en forma de una asociación por ley 1901, a partir del “Centro regional de Fitosociología” (o COREPER), estructura que le precedía.
El código de identificación del Conservatoire botanique national de Bailleul como  miembro del "Botanic Gardens Conservation Internacional" (BGCI), así como las siglas de su herbario es BAILL.

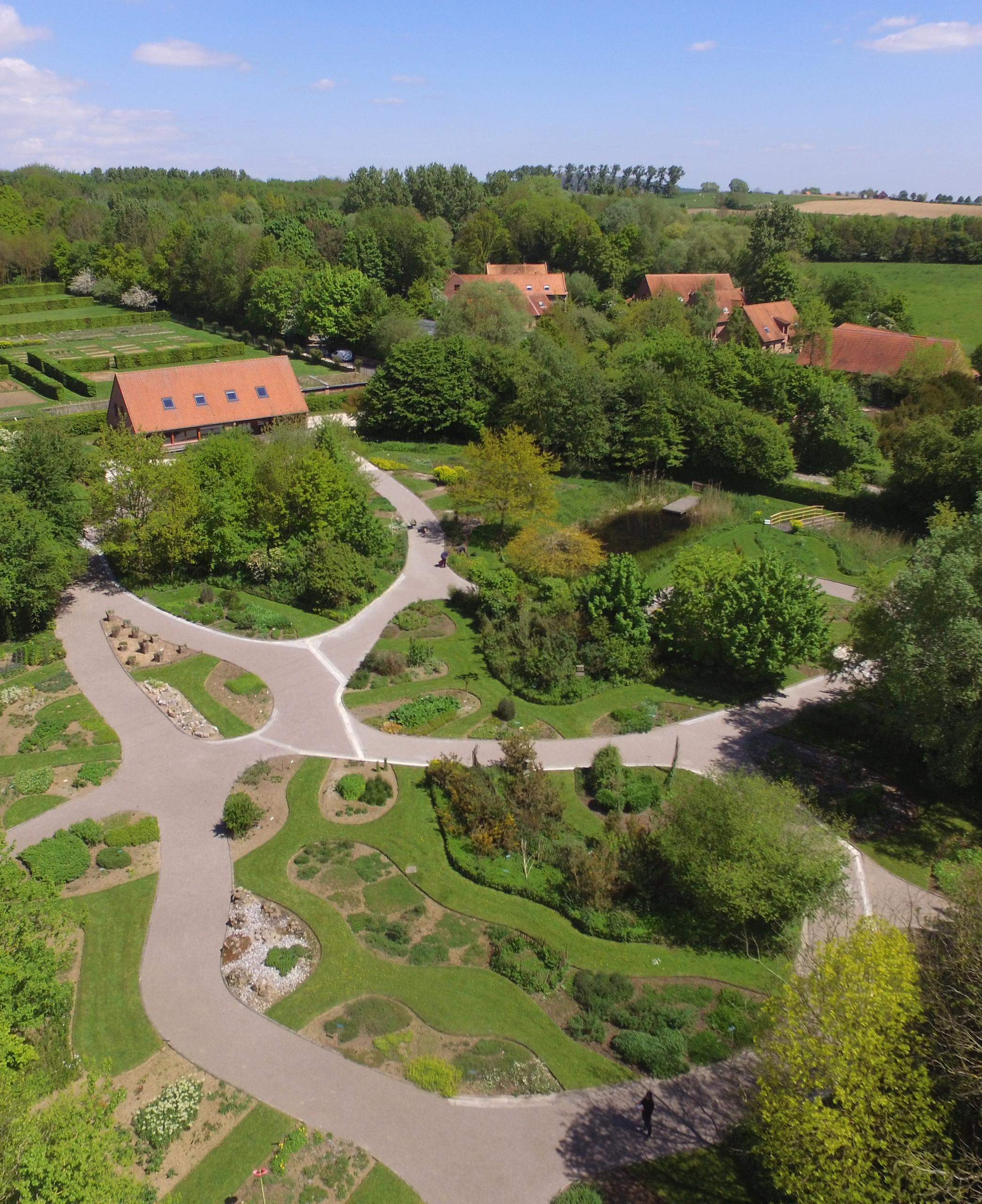
Vista aérea del "Hameau de Haendries".

## Localización
Centre Regional de Phytosociologie, Hameau de Haendries, F-59270 Bailleul, Nord, Nord-Pas-de-Calais, France-Francia.
Planos y vistas satelitales.50°44′47.745″N 2°45′11.2638″E / 50.74659583, 2.753128833

## Historia

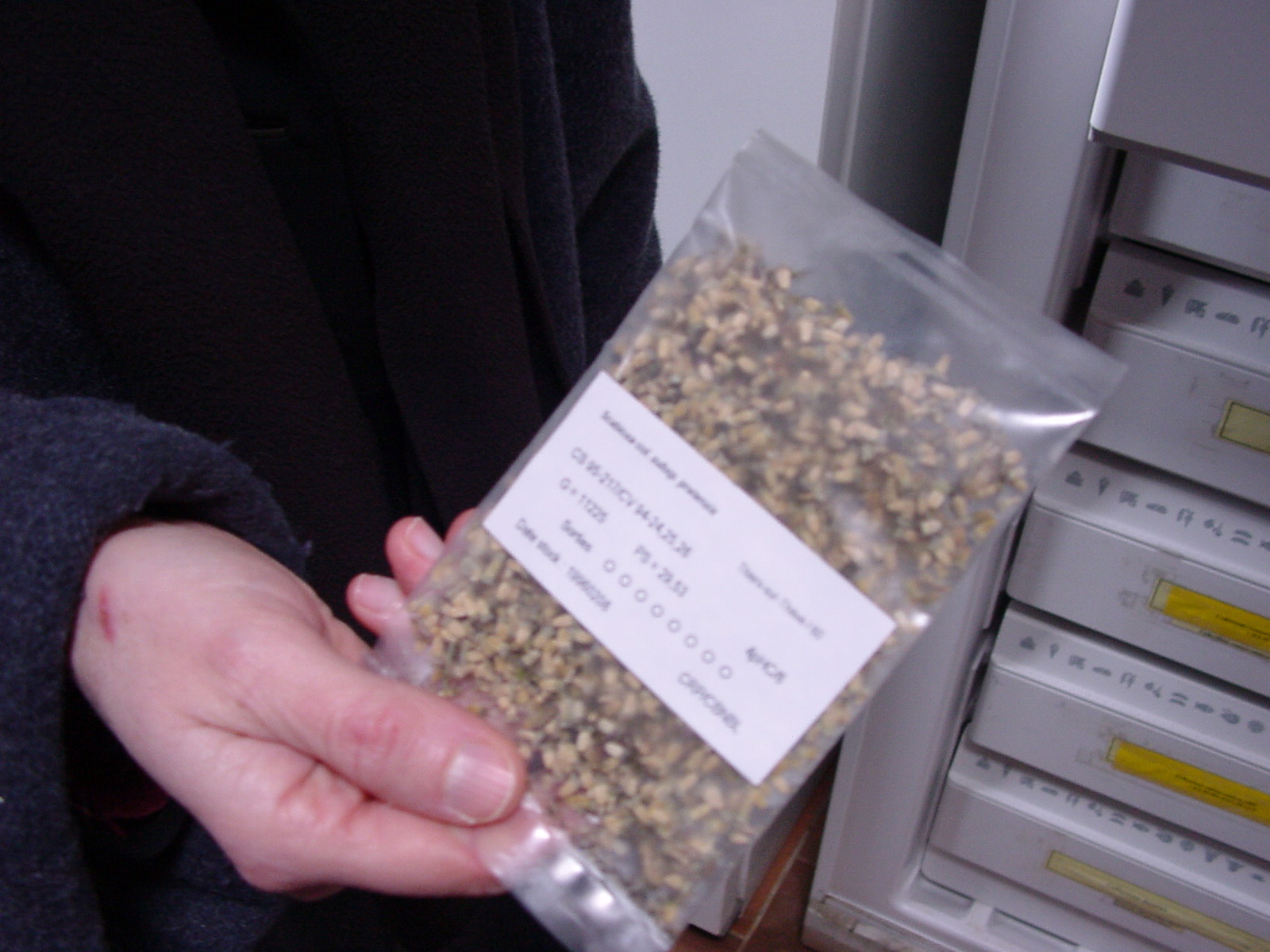
La conservación de semillas de plantas amenazadas es una de las misiones de los "Conservatoires botaniques nationaux" (Conservatorios botánicos nacionales).

El Centre régional de Phytosociologie era un establecimiento consagrado al estudio y rescate de las especies regionales amenazadas, así como al desarrollo y promoción de la Fitosociología fundamental y aplicada, creada en 1987 por los Profesores Jeanne Géhu-Franck et Jean-Marie Géhu, en una antigua explotación flamenca dónde se instalaron en la década de 1970.
El COREPER, asociación según ley 1901 respaldada por el Consejo Regional del Nord/Pas-de-Calais, los Consejos Generales de Norte y Pas-de-Calais y la ciudad de Bailleul, se convirtió rápidamente en una referencia en el mundo francófono, debido, en particular, a su biblioteca especializada.
Se autorizó al COREPER como conservatorio nacional en 1991 por el Ministerio encargado del medio ambiente, que se han convertido así uno de los grandes establecimientos franceses encargados de la protección de la biodiversidad vegetal.
Ha celebrado sus 20 años en 2007. Dispone de un Consejo científico y tiene su base en una amplia red de corresponsales (botánicos aficionados o profesionales) y en 2 jardines botánicos satelitales;
- Alta Normandía; el Jardín de plantas de Ruan (Servicio de espacios verdes)
- Picardía, en el Centro Oasis de Dury (en Amiens)

## Colecciones
En sus colecciones cultivadas:
- Jardín de plantas silvestres

Con unas 850 especies de plantas presentes en este espacio dedicado a la educación pública, por el descubrimiento de la diversidad vegetal y la vida comunitaria, así como la historia de las plantas mejoradas y útiles.
- Jardín de Plantas Medicinales:

Alrededor de 500 especies repartidas en una superficie de 1500 m². Estas plantas se organizan en función de sus biotopos. De diversas procedencias geográficas, la mayor parte de estas plantas son silvestres.
Fecha de creación: 2003 Área: 1 ha.

## Áreas de competencia
El CRBNB tiene competencia en el cuarto noroeste del territorio metropolitano francés, es decir: Norte-Paso de Calais, Picardía y Alta Normandía)

## Misiones
Como los otros conservatorios botánicos nacionales, el conservatorio de Bailleul garantiza una cuádruple misión:

### Conocimiento
Se hace por la conservación de archivos (Biblioteca, herbarios, plantas y semillas conservadas in situ y ex situ …) y por el censo puesto al día de la flora silvestre de los medios naturales o sub naturales.
El conservatorio elabora mapas de distribución geográfica, y contribuye a la cartografía de los pasillos biológicos. El conservatorio pone al día los atlas florísticos y para eso evalúan la escasez y las amenazas para unas 1500 especies de plantas superiores (en su territorio de competencia, en 2007).
Producen también, con investigadores y conjuntamente con las universidades, estudios fitosociológicos y sobre la genética de las plantas y de sus poblaciones, su método o condiciones de germinación y polinización, la biología de las poblaciones, las redes ecológicas, la Trama verde regional, los estudios de impactos y la evaluación de medidas compensatorias, etc.).

### Conservación
El conservatorio contribuye en primer lugar a la protección, gestión y restauración de la biodiversidad vegetal (incluso diversidad genética), sobre su superficie de competencia, en vínculo con los expertos belgas vecinos y europeos. El Conservatorio establece con el estado francés y en vínculo con la Europa Comunitaria, estrategias de conservación para el patrimonio vegetal silvestre.
Esta misión es importante, debido a la industrialización, urbanización y agricultura especialmente intensivas en esta región, una especie desaparece cada 2 años por término medio en el territorio de competencia del conservatorio. Trabaja también coordinadamente con los conservatorios de otros lugares y del litoral, el ONF, el CRPF, etc La conservación del patrimonio vegetal agrícola no está incluida en las misiones directas del CRBNB, excepto para algunas especies que tienen progenitores silvestres próximos (Zanahoria de Tilque por ejemplo).
El CRBNB tiene actualmente socios como el BRG (Oficina de los recursos genéticos) en Francia, o el CRRG (Centro regional de los recursos genéticos).

### Consejo
En su apoyo en el conocimiento del medio y de la flora, tiene también una misión de valoración de experto, de ayuda y consejo para las colectividades territoriales, que se traduce, en particular, en el establecimiento y la actualización listas rojas de las especies de plantas amenazadas, de las especies protegidas y guías (p.ej.: guía de las plantas protegidas de la región Norte-paso-deCalais, y de la región de Picardía).

### Información pedagógica
El CBNB desempeña un papel pedagógico importante con la sensibilización del opinión pública hacia las amenazas que pesan sobre la biodiversidad. Visitas individuales o agrupadas de los conservatorios, sus jardines conservadores, o medios naturales, así como conferencias y formación son organizadas por el propio conservatorio o a petición de terceros interesados.

## Herramientas y medios

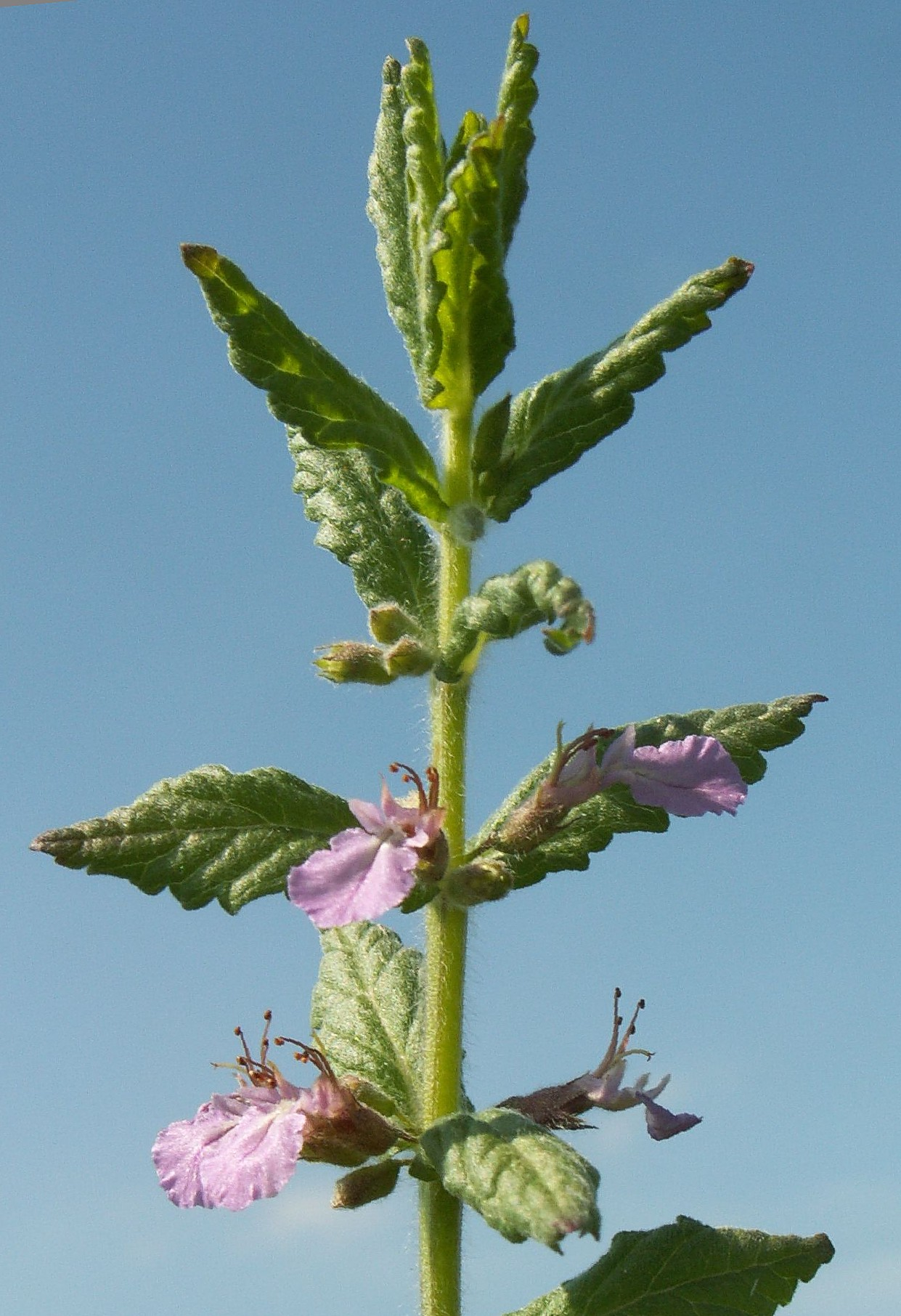
El Camedrio acuático Teucrium scordium una de las plantas amenazadas que sigue su evolución el CBNB.

El CRBNB contribuye a estas misiones con el mantenimiento
- de una base de datos (denominada “Digitalis”)
- de un banco de semillas,
- de un jardín botánico,
- de colecciones de herbarios y de obras científicas

El CRP/CBNB de Bailleul ayudó, en particular, a la construcción de la Trama verde de la región. Participó en numerosos peritajes para el Ministerio de Medio Ambiente, tal como el ZNIEFF y Natura 2000. Produce diagnósticos de vegetación, produce o valida planes de gestión de reservas naturales, del Plan de conservación de especies patrimoniales o amenazadas (por ejemplo la planta de los pantanos (Teucrium scordium L.) para la Región Norte-Paso-de-Calais. El COREPER acogió numerosos estudiantes e investigadores extranjeros, a botánicos y a fitosociólogos. Acogió ú coorganizó numerosas formaciones, coloquios, seminarios, sobre el tema de la fitosociología.